# Clutonda
Clutonda, Clutondae ou Dea Clutonda est une déesse topique de la mythologie celtique gauloise, déesse d'une source sacrée à Mesves-sur-Loire, dans la Nièvre,, cité alors connue sous le nom de Masava.

## Inscription
La dédicace votive à Clutonda lit:
Aug(usto) sacr(um), deae Cluto(n)dae et vicanis Masavensibu(s), Medius Acer, Medii Anni [f.], murum inter duos arcum c(um) suis ornamentis d(e) suo d(ono) d(at)
A Auguste, à la déesse Clutonda et aux habitants du Vicus de Masava, Medus Aer, fils de Medius Annus, donne de ses deniers le mur entre ces deux arcs avec leurs ornements
Cette dédicace fut trouvée dans les substructions de l'église de Mesves-sur-Loire, dans la Nièvre.

## Origines
Il a été suggéré que la déesse irlandaise Cliodhna pourrait dériver de Clutonda.